# 1q21
1q21 is de typeaanduiding voor een gebied op chromosoom 1 van het menselijk DNA. Binnen deze typeaanduiding staat de '1' voor chromosoom 1, de 'q' voor het lange deel van het chromosoom, '21' voor het gebied.
Binnen het gebied van 1q21 worden meerdere subgebieden onderscheiden, zoals 1q21.1, 1q21.2 en 1q21.3. Er vindt uitgebreid genetisch onderzoek naar deze subgebieden plaats, omdat gebleken is dat hier de bron ligt voor een aantal bijzondere genetische afwijkingen, waaronder 1q21.1-deletiesyndroom, 1q21.1-duplicatiesyndroom, spierdystrofie en polycysteuze nieren. In dit gebied wordt ook onder andere het enzym amylase gecodeerd, dat wordt gebruikt voor de afbraak van zetmeel naar suikers.